# Dougré
Dougré est une commune rurale située dans le département de Zimtenga de la province de Bam dans la région Centre-Nord au Burkina Faso. En 2006, la ville comptait 379 habitants dont 51 % de femmes.